# Elizabeth Barrett Browning

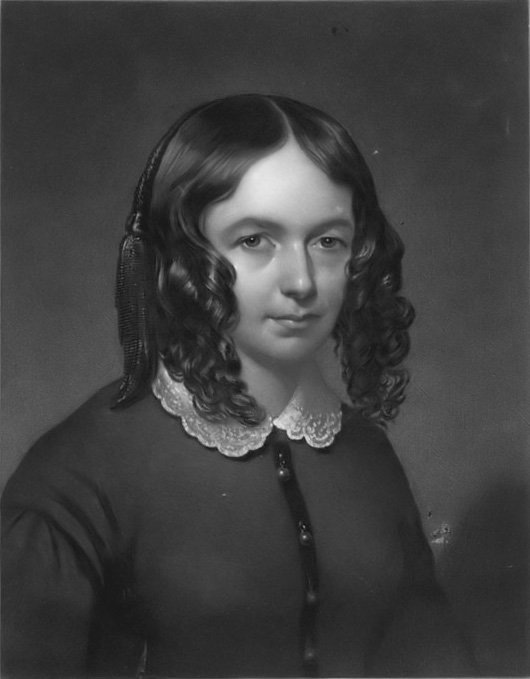
Ritratto di Elizabeth Barrett Browning

Elizabeth Barrett Browning (Durham, 6 marzo 1806 – Firenze, 29 giugno 1861) è stata una poetessa inglese, moglie del poeta Robert Browning.

## Biografia
Elizabeth Barrett nacque nel 1806 a Durham. Visse un'infanzia privilegiata con i suoi undici fratelli. Il padre aveva fatto fortuna grazie a delle piantagioni di zucchero in Giamaica e aveva comprato una grande tenuta a Malvern Hills, dove Elizabeth trascorreva il tempo andando a cavallo e allestendo spettacoli teatrali con la sua famiglia.
Elizabeth, non ancora adulta, aveva già letto Milton, Shakespeare e Dante. All'età di dodici anni scrisse un poema epico. La sua passione per i classici fu bilanciata da un forte spirito religioso.
Fra il 1832 e il 1837, a seguito di dissesti finanziari, la famiglia Barrett traslocò tre volte per poi stabilirsi a Londra. Nel 1838 fu pubblicata la raccolta The Seraphim and Other Poems. Nello stesso periodo, Elizabeth Barrett ebbe gravi problemi di salute che la resero invalida agli arti inferiori e la costrinsero a restare in casa e a frequentare solo due o tre persone oltre ai familiari.
Nel 1844, l'uscita dei Poems la rese una delle più popolari scrittrici del momento. La lettura della sua raccolta di poesie spinse il poeta Robert Browning a scriverle per manifestare il proprio apprezzamento. Nel 1845 si incontrarono e, poco dopo, essendo il padre di Elizabeth fieramente contrario alle loro nozze, si sposarono di nascosto e fuggirono insieme a Firenze, dove ebbero un figlio, Pen. A Firenze risiedevano in piazza San Felice, in un appartamento a palazzo Guidi che oggi è diventato il museo di Casa Guidi, dedicato alla loro memoria.
Elizabeth Barrett Browning pubblicò in seguito Sonnets from the Portuguese (1850), Casa Guidi Windows (1851), Aurora Leigh (1856) e Poems before Congress (raccolta dei suoi poemi, 1860).
Fu una grande fautrice del Risorgimento italiano, che descrisse puntualmente, soprattutto gli avvenimenti del 1848-1849 in Casa Guidi Windows. Stimava molto Camillo Benso conte di Cavour e si rattristò per la sua morte.
Aggravatesi le sue condizioni di salute, morì a Firenze nel 1861. È sepolta al Cimitero degli inglesi di Firenze.

## Traduzioni italiane
- Oltre i fiumi da Sonetti dal Portoghese, a cura di Daniela Marcheschi, Via del Vento edizioni, Pistoia, 1998
- Sonetti dal portoghese, traduzione di Francesco Dalessandro, Edizioni Il Labirinto, Roma, 2000
- Aurora Leigh, traduzione di Bruna dell'Agnese. Le Lettere, Firenze, 2002
- Sonetti dal portoghese, versione di Mauro Sinigaglia, Acquaviva, Acquaviva delle Fonti (BA), 2004
- Di libertà e d'amore - Sonetti dal portoghese, in traduzione di Laura Ricci, Vita Activa Edizioni, Trieste, 2020